# Косовсько-швейцарські відносини
Косовсько-швейцарські відносини — це зовнішні відносини між Косово [a] та Швейцарською Конфедерацією. Косово проголосило свою незалежність від Сербії 17 лютого 2008 року, а Швейцарія визнала її 27 лютого 2008 року  З 28 березня 2008 року Швейцарія має посольство в Приштині , а Косово має посольство в Берні. У вересні 2008 року швейцарська влада висловила застереження щодо призначеного посла Наїма Мала через його подвійне громадянство  ,але пізніше прийняла його.

## Військові
На даний момент Швейцарія має 212 військовослужбовців, які служать в Косові як миротворці в збройних силах НАТО. 

## Дивіться також
- Міжнародні відносини Косова
- Міжнародні відносини Швейцарії
- Сербсько-швейцарські відносини